# Tour des Flandres 1987
La 71e édition du Tour des Flandres eut lieu le 5 avril 1987 et a couronné le Belge Claude Criquielion. Sur les 233 coureurs au départ de Saint-Nicolas, 88 arrivent à Meerbeke. Criquielion devient le premier vainqueur belge de langue française (Wallon), grâce à une attaque après le Bosberg, reléguant ainsi Sean Kelly à nouveau à la deuxième place.

## Parcours
Cette année, 13 difficultés sur un parcours de 274 kilomètres étaient au programme : 
- 1. Molenberg
- 2. Vieux Quaremont (Oude Kwaremont)
- 3. Paterberg
- 4. Koppenberg
- 5. Taaienberg
- 6. Berg ten Houte
- 7. Eikenberg
- 8. Varent
- 9. Keiweg-Leberg
- 10. Berendries
- 11. Mur de Grammont
- 12. Bosberg
- 13. Pollareberg

## Résumé
La course se décante dans la montée du Koppenberg à 72 km de l'arrivée. Jesper Skibby, alors seul en tête, se fait percuter par la voiture du directeur de course qui roule même sur son vélo. Derrière, sous l'impulsion de Steve Bauer et de Sean Kelly un groupe de favoris se détache du peloton. Toujours dans le Koppenberg, une chute fait mettre pied à terre à l'ensemble du peloton. Le groupe « Bauer et Kelly » s'échappe définitivement.
Le groupe des favoris est alors composé de 10 hommes : Steven Rooks, Sean Kelly, Eric Vanderaerden, Marc Sergeant, Ludo Peeters, Adrie van der Poel, Allan Peiper, Ronny Van Holen, Steve Bauer et Claude Criquielion
À 16 km de l'arrivée, Claude Criquielion attaque. Sergeant, Peiper et Rooks essaient de suivre mais ils n'y arrivent pas. Ils sont rejoints par Steve Bauer et le reste du groupe. Criquielion reste seul devant, il remporte en solitaire le 71e Tour des Flandres avec une minute d'avance sur ses poursuivants.

## Classement
| Pos | Coureur            | Équipe                | Temps           |
| --- | ------------------ | --------------------- | --------------- |
| 1   | Claude Criquielion | Hitachi               | 7 h 15 min 30 s |
| 2   | Sean Kelly         | KAS                   | à 1 min         |
| 3   | Eric Vanderaerden  | Panasonic             | mt              |
| 4   | Steve Bauer        | Toshiba-La Vie claire | mt              |
| 5   | Marc Sergeant      | Lotto                 | mt              |
| 6   | Steven Rooks       | PDM                   | mt              |
| 7   | Ronny Van Holen    | Lucas-Mullers         | mt              |
| 8   | Adrie van der Poel | PDM                   | mt              |
| 9   | Ludo Peeters       | Superconfex           | mt              |
| 10  | Allan Peiper       | Panasonic             | mt              |